# Подситков, Владимир Васильевич
Владимир Васильевич Подситков (род. 1 мая 1938 года) — советский и российский тренер по дзюдо. Заслуженный тренер России, почётный житель Полянского сельского поселения.

## Биография
Владимир Подситков родился 1 мая 1938 года. Детство провёл в Тарасово, где его отец работал председателем сельсовета. Затем переехал в Ленинград. Работал на ЛОМО, занимался в секции самбо у тренера Александра Массарского. В 1963 году окончил факультет физического воспитания ЛГПИ им. Герцена. По распределению стал работать тренером в городе Приморске Ленинградской области. Многие из его первых воспитанников стали мастерами спорта. С 1975 года — тренер ДЮСШ «Спартак» в Выборге.
В 1995 году переехал к родителям в посёлок Тарасово. Совместно с сыном Юрием, директором хозяйства «Расватту» Фёдором Лустенковым, директором Полянской средней школы Евгением Наумовым основали в посёлке секцию дзюдо. Спустя два года воспитанники секции стали добиваться серьёзных результатов, становились чемпионами Выборгского района и Ленинградской области. Позднее спортивная секция переместилась в посёлок Поляны как отделение дзюдо ДЮСШ «Фаворит», Владимир Подситков продолжаил там работать.
Владимир Подситков известен как один из основателей выборгской школы дзюдо. Среди его воспитанников восьмикратный чемпион мира по джиу-джитсу Павел Коржавых и боец смешанного стиля Андрей Семёнов.

## Награды
- Заслуженный тренер Российской Федерации[4]
- Отличник физического воспитания и народного образования[4]
- Почётная грамота от Губернатора Ленинградской области Валерия Сердюкова[4]